# Kongo-folket
Kongo eller bakongo er en sammenfattende benævnelse på et antal bantutalende folkestammer, som lever som jordbrugere på begge sider af Congoflodens udmunding ved den afrikanske atlanterhavskyst. Sproget kaldes kikongo og tales af omkring 11 millioner mennesker.
Disse bor i landene Republikken Congo, Demokratiske Republik Congo og Angola, og dette har ført til ulige rørelser med formål at danne en særlig bakongo-stat. I tiden fra 1400-tallet til 1665 fandtes et kongerige, som tidligt kom under portugisisk indflydelse. Dette kristne riges hovedstad var (San Salvador) siden M'Banza Kongo.

## Historie
Det er yderst troligt, at Kongo-folket ankom til området før 500 f.Kr. som en del af en større bantu-migration. Social kompleksitet var formodentlig opstået i 200-talet i visse områder, hvor kikongo blev talt. I 1400-tallet beskrev europæiske ekspeditioner dem som splittede i en række riger, blandt andet Kongo, Ngoyo, Vungu, Kokango og andre på begge sider af Congofloden. I 1500-tallet opstod endnu et bakongorige, Loango, som beherskede en stor del af kysten nord for Congofloden.
Efter som den mest antropologisk udforskede del af bakongo er området, som koloniseredes af Frankrig og Belgien (Loango, Vungu og Niari Valley) er denne vel beskrevet og dens kultur ofte bedre præsenteret end andre dele af den totale, større kikongodel i området. Et af de centrale problemer med at forstå området er således at forbinde historiske dokumenter fra en mindre del af regionen til forskning gældende for en anden del inden for samme område.
| Folkeslag | Spire Denne artikel om folkeslag eller etnografi er en spire som bør udbygges. Du er velkommen til at hjælpe Wikipedia ved at udvide den. |

- Wikimedia Commons har flere filer relateret til Kongo-folket

|  | Infoboks uden skabelon Denne artikel har en infoboks dannet af en tabel eller tilsvarende. |